# Emmental

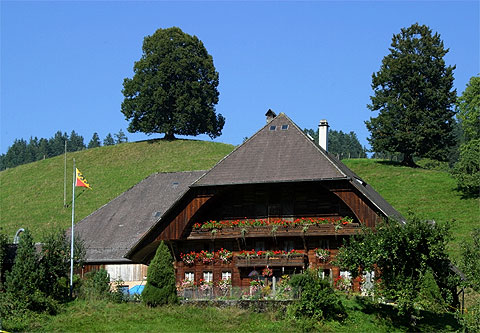
Bondgård i trakten av Langnau i södra Emmental.

Emmental är ett landskap och ett förvaltningsdistrikt (Verwaltungskreis) tillhörande förvaltningsregionen Emmental-Oberaargau i kantonen Bern i Schweiz.

## Förvaltningsdistriktet
Förvaltningsdistriktet skapades den 1 januari 2010 av de dåvarande amtbezirken Burgdorf och Signau samt vissa kommuner från Fraubrunnen och Trachselwald.

### Kommuner
Förvaltningsdistriktet Emmental omfattar 39 kommuner. De folkrikaste är Burgdorf och Langnau im Emmental. Ståthållaren (kallad Regierungsstatthalter) har sitt kontor i Langnau im Emmental.
| - Aefligen - Affoltern im Emmental - Alchenstorf - Burgdorf - Bätterkinden - Dürrenroth - Eggiwil - Ersigen - Hasle bei Burgdorf - Heimiswil - Hellsau - Hindelbank - Höchstetten - Kernenried - Kirchberg - Koppigen - Krauchthal - Langnau im Emmental - Lauperswil - Lützelflüh | - Lyssach - Oberburg - Rumendingen - Rüderswil - Rüdtligen-Alchenflüh - Rüegsau - Rüti bei Lyssach - Röthenbach im Emmental - Schangnau - Signau - Sumiswald - Trachselwald - Trub - Trubschachen - Utzenstorf - Wiler bei Utzenstorf - Willadingen - Wynigen - Zielebach |

## Geografi
Emmental omfattar Emmes dalgång i kantonen Bern, liksom dess bifloders dalgångar ovanför Burgdorf.
Norr om Burgdorf är landet flackt och tätbefolkat. Söder om Burgdorf däremot föralpint. På dalbottnarna finns åkrar och ängar, i högre lägen barrskog och betesmarker.

## Produkter
Viktiga näringar är jordbruk och livsmedelsproduktion:
- Emmentaler och annan ost som ystas i bymejerier. Hårdosten lagras ofta i större anläggningar.
- Charkuteriprodukter
- Bageriprodukter som småkakor och maränger

Det finns även verkstadsindustri och, i Utzenstorf, ett pappersbruk.

## Sevärdheter
- I Affoltern im Emmental finns ett Schaukäserei - ett ysteri där man kan se på när Emmentalerosten tillverkas.
- Burgdorf har gammal stadskärna, slott och flera museer.